# العرش (بعدان)

تعديل مصدري - تعديل

العرش محلة تابعة لقرية الفجاحي، التابعة لعزلة بني عواض بمديرية بعدان إحدى مديريات محافظة إب في الجمهورية اليمنية، بلغ تعداد سكانها 84 حسب تعداد اليمن لعام 2004.